# 27184 Ciabattari
27184 Ciabattari este un asteroid din centura principală de asteroizi.

## Descriere
27184 Ciabattari este un asteroid din centura principală de asteroizi. A fost descoperit pe 8 februarie 1999 la Monte Agliale de Saura Donati. Asteroidul prezintă o orbită caracterizată de o semiaxă mare de 2,90 ua, o excentricitate de 0,08 și o înclinație de 2,1° în raport cu ecliptica.